# Бюрштадт
Бюрштадт (нім. Bürstadt) — місто в Німеччині, знаходиться в землі Гессен. Підпорядковується адміністративному округу Дармштадт. Входить до складу району Бергштрасе.
Площа — 34,46 км2. Населення становить 16 492 ос. (станом на 31 грудня 2020).